# 蘇圖科巴
蘇圖科巴是西非國家甘比亞的村莊，位於上河區，距首都班竹以東332公里。根據2013年所作的人口調查數據顯示，居住於蘇圖科巴的總人口數量為3,317人。